# Slick (album)
 Der er for få eller ingen kildehenvisninger i denne artikel, hvilket er et problem. Du kan hjælpe ved at angive troværdige kilder til de påstande, som fremføres i artiklen.

Slick er det fynske rockband Fielfraz' tredje studiealbum - udgivet i november 1996.

## Spor
1. "Here Comes The Man"
2. "Blank"
3. "Happiness Is Hanging By A Thread"
4. "Push Me Around"
5. "Pearls Out Of Your Pocket"
6. "Spiderman"
7. "I Call Her Name"
8. "Spirals & Curves"
9. "My Head Is Under Water"
10. "We Wish Upon The Stars We Can´t See"
11. "Cliffhanger"
12. "Shellshock"
13. "Straight-Up Walking Sun"